# 新見公立短期大学
新見公立短期大学（にいみこうりつたんきだいがく、英語: Niimi College）は、岡山県新見市に本部を置いていた公立短期大学である。1980年に設置され、2020年に廃止された。大学の略称は新見短大。

## 概観

### 大学全体
- 岡山県新見市に所在した日本の公立短期大学で、設置主体は公立大学法人新見公立大学[1]。
- 新見市・大佐町・神郷町・哲多町・哲西町からなる阿新広域事務組合により、いわゆる全国初且つ唯一の組合立短期大学として1980年に新見女子短期大学として開学[2]。これは、1980年前後の文部省が1自治体単独での短大設置に難色を示したため、開学認可を得るための苦肉の策として組合立が取られたものである。校地は、旧新見市立商業高等学校[注 2]の校地を転用した[3]。
- 1996年度より3学科体制、1999年度より共学となる。
- 2005年、事務組合の町が新見市に編入されたことにより設置者が新見市に変更となった。沿革の欄にもあるように2008年度より公立大学法人化された。
- 2010年度入学生より2学科体制となり、以後は変化なし。
- 2018年度の入学生を最後に[注釈 2]、2020年に短期大学としての使命を終える[4]。

### 建学の精神（校訓・理念・学是）
- 教育理念は「誠実・夢・人間愛」であった[1]。

### 教育および研究

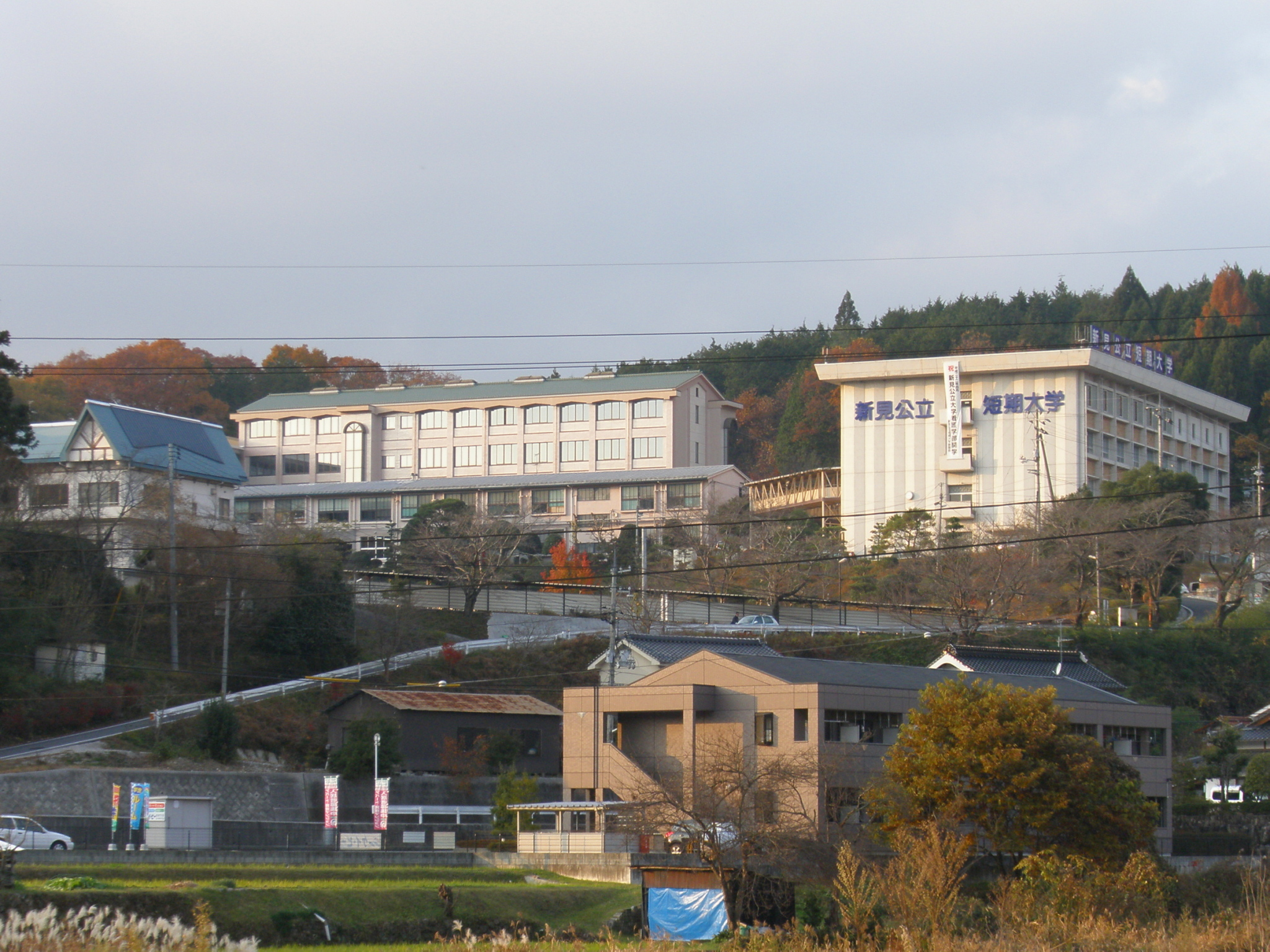
遠望

- 看護・幼児教育・地域福祉の各学科が設けられており、医療福祉に携わる人材育成に力を入れていた。

### 学風および特色
- 2005年に文部科学省の認証を受けた機関である独立行政法人「大学評価・学位授与機構」による「機関別認証評価」を受けていた。
- 教育の欄にもあるように、文部科学省に選定されたプログラムが全国の短大では多いところに特色があった。
- 附属機関の欄にもあるように、附属機関が多いところにも特色があった。

## 沿革
- 1980年
  - 1月8日 左記を以て文部省[注 3]より短期大学の設置が認可される。
  - 4月1日 新見女子短期大学として以下の学科体制にて開学[5]。
    - 看護学科 入学定員50名
    - 幼児教育学科 入学定員50名

  - 5月1日 学生数[6]/定員
    - 看護学科 47[注釈 3]/50
    - 幼児教育学科 64[注釈 3]/50
- 1981年
  - 5月1日 学生数[7]/定員
    - 看護学科 97[注釈 3]/100
    - 幼児教育学科 113[注釈 3]/100
- 1982年
  - 5月1日 学生数[8]/定員
    - 看護学科 148[注釈 3]/150
    - 幼児教育学科 105[注釈 3]/100
- 1985年
  - 5月1日 学生数[9]/定員
    - 看護学科 167[注釈 3]/150
    - 幼児教育学科 98[注釈 3]/100
- 1986年
  - 4月1日 看護学科の入学定員を50→60に増員[注 4]。
  - 5月1日 学生数[12]/定員
    - 看護学科 176[注釈 3]/160
    - 幼児教育学科 98[注釈 3]/100
- 1987年
  - 5月1日 学生数[13]/定員
    - 看護学科 187[注釈 3]/170
    - 幼児教育学科 104[注釈 3]/100
- 1988年
  - 5月1日 学生数[14]/定員
    - 看護学科 200[注釈 3]/180
    - 幼児教育学科 104[注釈 3]/100
- 1992年
  - 5月1日 学生数[注 5]/定員
    - 看護学科 197[注釈 3]/150
    - 幼児教育学科 108[注釈 3]/100
- 1996年
  - 4月1日 以下の学科を増設する[17]。
    - 地域福祉学科 入学定員50名

  - 5月1日 学生数[18]/定員
    - 看護学科 196[注釈 3]/150
    - 幼児教育学科 105[注釈 3]/100
    - 地域福祉学科 49[注釈 3]/50
- 1997年
  - 5月1日 学生数[19]/定員
    - 看護学科 196[注釈 3]/150
    - 幼児教育学科 111[注釈 3]/100
    - 地域福祉学科 106[注釈 3]/100
- 1999年
  - 4月1日 新見公立短期大学に改称[注 6]。
  - 5月1日 学生数[23]/定員
    - 看護学科 197[注 7]/150
    - 幼児教育学科 116[注 8]/100
    - 地域福祉学科 114[注釈 3]/100
- 2000年
  - 4月1日 地域福祉学科が共学となる[24]。
- 2004年
  - 1月 平成16年度大学入試センター試験参加短期大学の1校となる[注 9]。
  - 4月1日 専攻科の設置が認められ、以下の課程を設ける[注 10]。
    - 地域看護学専攻 入学定員15名
- 2005年
  - 4月1日 設置者を新見市に変更[注 11]。
- 2008年
  - 4月1日 設置者を公立大学法人新見公立短期大学に変更する[注 12]。
- 2009年
  - 4月1日 以下の学科については、この年度で学生募集を最終とする[注 13]。
    - 看護学科[注 14]

  - 11月10日 法人名を公立大学法人新見公立大学に変更する[注 15]。
- 2014年
  - 1月 平成26年度大学入試センター試験参加短期大学の1校となる[37]。
- 2015年
  - 1月 平成27年度大学入試センター試験参加短期大学の1校となる[38]。
- 2016年
  - 1月 平成28年度大学入試センター試験参加短期大学の1校となる[39]。
- 2018年
  - 4月1日 この年度で短期大学としての学生募集を最終とする[注釈 2]。
- 2020年
  - 9月2日 左記をもって正式に廃止となる[4]。

## 基礎データ

### 所在地
- 岡山県新見市西方1263-2[注釈 1]

### 交通アクセス
- JR伯備線新見駅が最寄りの駅となっているが、2km程度の道程がある。

### 象徴
- 右記資料を参照のこと[1]。

## 教育および研究

### 組織

#### 学科
- 幼児教育学科[注釈 4]
- 看護学科 入学定員60名[注 16]
- 地域福祉学科[注釈 4]

#### 過去にあった専攻科
- 地域看護学専攻 入学定員15名[注 17]
  - 大学評価・学位授与機構に認定され、一定基準を満たす看護系専門学校修了者も入学できた。

#### 別科
- なし

##### 取得資格について
資格
- 保育士：幼児教育学科
- 介護福祉士：地域福祉学科
- 社会福祉主事(任用資格）：地域福祉学科

社会福祉士及び介護福祉士法の定める職務に5年間就くと社会福祉主事の資格と共に社会福祉士の国家試験資格が貰える
受験資格
- 看護師：看護学科
- 保健師：専攻科地域看護学専攻

教職課程
- 幼稚園教諭二種免許状：幼児教育学科

#### 附属機関
- 新見公立短期大学附属図書館（2008年2月新築。）
- にいみ子育てカレッジ
- 幼児教育学科教育研修センター

### 研究
- 『新見公立短期大学紀要』[46]
- 『新見女子短期大学紀要』[47]

### 教育
- 現代的教育ニーズ取組支援プログラム
  - 「地域のニーズに応える看護専門職養成-在宅高齢者支援プログラムとサービス・ラーニング-」にて2006年採択。
  - 「電子カルテ教育システムによる看護基礎教育-個別的・双方向的手法で医療情報と看護を学ぶ教育改善指向型プログラム--」にて2007年採択。
- 特色ある大学教育支援プログラム
  - 「地域と創る『にいみこどもフェスタ』」にて2004年採択。
  - 「実践力が育つ保育者養成システム」にて2006年採択。
  - 「質の高い看護職養成のための看護研究－主体的課題発見能力を育てる学習支援－」にて2007年採択
- 資質の高い教育養成推進プログラム
  - 「大学コンソーシアムによる保育者の養成-地域社会に密着した子育て支援と幼保一元化への対応-」にて2006年採択。
- 質の高い大学教育推進プログラム
  - 「生活文化を視点にした介護福祉士養成教育-地域住民と学生による相互支援活動を通して-」にて2008年採択。

## 学生生活

### 学生組織
- 学友会：会長を中心とし、30人程度で活動していた。学校行事の運営や学校生活を支える会で、学生と大学教職員のパイプ役を担っていた。全学生は入学時（在学生は4月）に会費を支払わなければならなかった。
- 学園祭実行委員会：委員長を中心とし、学園祭の企画・運営を行ったり、他大学の学園祭実行委員との相互交流などを行っていた。昔は学友会の付属委員会だったが、後に独立した。
- その他、卒業アルバムの編集を行うアルバム委員、身体検査・尿検査等で回収や教員の補助を行う保健委員等がある上に、各学科で行事等を行う際にボランティアとは別で行事の企画・運営を行う委員を募ることがあった。

### 部活動・クラブ活動・サークル活動[1]
- 体育系：バドミントン・スキー・ソフトボール・フットサル・バスケットボールなどがあった。
- 文化系：レクレーション・英会話・茶道・手話などがあった。

### 学園祭
- 学園祭は「鳴滝祭」と呼ばれ毎年、概ね5月に行なわれていた[1]。ちなみに2006年度のテーマは｢もう止まらナインすぅ！！このノリYo！！｣であり、2009年度は「鳴滝イレブン、いい気分」だった。ちなみに、2008年度にはたむらけんじが来た。2009年度は椿姫彩菜が来校するなど、有名人も来ていた。

### ボランティア活動
- ボランティア活動は各学科・各学年ごとに行われることが多かった。看護学科・幼児教育学科にはボランティア部なるものがあり、それらが中心となり活動を行っていた。地域福祉学科でも独自のボランティア部を2010年に設立し、そこを中心として活動していた。また、学園祭実行委員が募るボランティアや大学事務局が募る入学試験時のボランティアなどもあった。その他には学科ごとに講義の中や学科行事として参加したり、教職員が募集をかける場合が多かった[1]。

## 大学関係者と組織

### 大学関係者組織
- 「新見公立短期大学後援会」なる組織がある。
- 「新見公立短期大学同窓会」なる組織がある。

## 施設

### キャンパス[1]
- 本館
  - 学務課ほか
- 1号館
  - 介護実習室
  - 入浴実習室ほか
- 2号館
  - 学生食堂
- 3号館
  - 栄養実習室
  - ピアノ練習室ほか
- 学生会館
  - 多目的ホール
  - 大学祭実行委員会室ほか

## 卒業後の進路について

### 編入学・進学実績
- 看護学科：三重大学・鳥取大学・岡山大学・徳島大学・香川大学・愛媛大学・高知大学・熊本大学・大分大学・滋賀県立大学・兵庫県立大学・神戸市看護大学・和歌山県立医科大学・県立長崎シーボルト大学・島根県立看護短期大学、奈良県立医科大学看護短期大学部、香川県立医療短期大学、愛媛県立医療技術短期大学の各専攻科ほか
- 幼児教育学科：愛知県立大学・安田女子大学・徳島文理大学ほか
- 地域福祉学科：島根大学・山口県立大学・高知県立大学・日本福祉大学・佛教大学・立命館大学・関西福祉科学大学・美作大学・広島国際学院大学・四国学院大学・福岡医療福祉大学・長崎純心大学ほか